# William C. Brown
William C. Brown (* 22. Mai 1916; † 3. Februar 1999) war ein US-amerikanischer Elektrotechniker, der in den 1950ern an der Entwicklung des Amplitron (auch Kreuzfeldverstärker oder crossed-field amplifier) mitwirkte.
Er erwarb 1937 seinen Bachelor in Elektrotechnik an der Iowa State University und 1941 seinen Master am MIT. Als Trainee bei RCA entwickelte er sein Interesse für Leistungs-Elektronenröhren.
1940 begann er bei Raytheon seine Arbeit zu Magnetron. Um 1952 adaptierte er das Prinzip des Magnetrons, um einen neuen Breitband-Verstärker für Mikrowellen zu entwickeln, was zum Amplitron führte.
1961 publizierte er ein Verfahren zur Energieübertragung mittels Mikrowellen und demonstrierte 1964 in einer Fernsehschau einen Mikrowellen-angetriebenen Modell-Hubschrauber. 1969–75 war er Technischer Direktor von Raytheons Jet Propulsion Laboratory, das 30 kW über eine Meile (1,6 km) mit einem Wirkungsgrad von 84 % übertrug.  Nachdem Peter Edward Glaser (* 1923) einen solar-betriebenen Satelliten vorgeschlagen hatte, der Mikrowellen zur Erde sendet, versuchte Brown diese Idee zu realisieren. 1994 ging er in den Ruhestand.